# Odontopsammodius brunneus
Odontopsammodius brunneus är en skalbaggsart som beskrevs av Vladimir Balthasar 1961. Odontopsammodius brunneus ingår i släktet Odontopsammodius och familjen Aphodiidae. Inga underarter finns listade i Catalogue of Life.